# Deropeltis kachovskii
Deropeltis kachovskii är en kackerlacksart som beskrevs av Adelung 1903. Deropeltis kachovskii ingår i släktet Deropeltis och familjen storkackerlackor.
Artens utbredningsområde är Etiopien. Inga underarter finns listade i Catalogue of Life.